# Cratere Rudaux
Rudaux  è un cratere sulla superficie di Marte.